# 朱臣
朱臣（1474年—？），字升伯，直隸蘇州府吳縣人，民籍，明朝政治人物。

## 生平
弘治五年（1492年）壬子科應天鄉試第八十七名舉人，正德十二年（1517年）中式丁丑科會試第三百三十六名，三甲第二百二十八名進士。吏部觀政。

## 家族
曾祖朱茂；祖父朱昂；父朱洪，母吳氏。永感下。兄朱瓊、朱瑤，弟朱黼、朱黻。